# Альмафуэрте
Альмафуэ́рте, буквально – Сильный духом, псевдоним Пе́дро Бонифа́сио Пала́сиоса (исп. Almafuerte,  Pedro Bonifacio Palacios, 13 мая 1854, Сан-Хусто, провинция Буэнос-Айрес – 28 февраля 1917, Ла-Плата) – аргентинский поэт и журналист.

## Биография
Из бедной семьи. Ребенком потерял мать и был брошен отцом, воспитывался родственниками. Учился живописи. Много лет работал школьным учителем и одно время даже директором школы, но был уволен, поскольку не имел должного диплома. Журналистские публикации Альмафуэрте всегда отличались острой критикой, настраивавшей против него местные власти. Был избран в Депутатскую палату провинции Буэнос-Айрес (исп.), служил библиотекарем в главном статистическом управлении провинции. С началом XX в. активно занялся политикой, но не снискал популярности.

## Произведения
- Сокрушения / Lamentaciones (1906)
- Семь сонетов во исцеление / Siete sonetos medicinales (1907)
- Песнь о человеке. Горькие труды / La Canción del hombre; Vigilias amargas (1907)
- Посланец / El misionero (1911)
- Евангельские стихи / Evangélicas (1915)
- Poesías (1916)
- Poesías Completas (1917)
- Nuevas Poesías (опубл. 1918)
- Milongas clásicas, sonetos medicinales y Dios te salve. Discursos (опубл. 1919)
- Тень родины / La sombra de la patria, поэма (опубл. 1923)

## Публикации на русском языке
- [Стихи] / Перевод Б. Дубина // Поэты Аргентины. М.: Художественная литература, 1987

## Признание
В городе Ла-Плата действует музей Альмафуэрте, его именем названа улица.
В 1949 году об Альмафуэрте был снят одноименный биографический фильм (исп.), удостоенный, как и исполнитель заглавной роли, премии Ассоциации кинокритиков Аргентины «Серебряный кондор».
Бунтарская фигура и богоборческие сочинения Альмафуэрте привлекли интерес Борхеса, видевшего в нем образ ересиарха, несколько раз писавшего о нём и составившего томик избранных стихов и прозы старшего собрата (1962).